# Dijon Football Côte d'Or
El Dijon Football Côte d'Or, comúnmente conocido como Dijon F. C. O., es un club de fútbol francés, de la ciudad de Dijón en Borgoña. Fue fundado en 1998 y juega actualmente en el Championnat National, correspondiente al tercer nivel del fútbol a nivel nacional.

## Historia
El Dijon Football Côte d'Or se funda en 1936 con el nombre de Cercle Laïque Dijonnais. En 1991 el equipo se cambia el nombre por el de Cercle Football Dijonnais.
En 1998 el club se fusiona con otro equipo, el Dijon FC, y se cambia el nombre por el actual.

## Uniforme
- Uniforme titular: Camiseta, pantalón y medias rojas.
- Uniforme alternativo: Camiseta, pantalón y medias blancas.

## Rivalidades
Su máximo rival es el AJ Auxerre.